# Escassefort
Escassefort ist eine Gemeinde im Südwesten Frankreichs mit 654 Einwohnern (Stand: 1. Januar 2022) und liegt im Département Lot-et-Garonne in der Region Nouvelle-Aquitaine (bis 2016: Aquitanien).
Die Bewohner werden Escassefortais genannt.

## Geographie
Die Gemeinde liegt zwischen Marmande und Bergerac und besteht aus den Orten Roque, Touchard, Grand Robert, Petit Robert, Fabès, Pichaud, Pradière, Cante Lauzette, Gouny, Vigneau, Quercy sowie Faurenque.
Umgeben wird Escassefort von den folgenden Nachbargemeinden:
|                    | Saint-Avit                                  | Lachapelle |
| Mauvezin-sur-Gupie | Kompassrose, die auf Nachbargemeinden zeigt | Seyches    |
| Marmande           | Virazeil                                    |            |

## Toponymie
Der Gemeindename stammt von den Worten Escars (arm) und fort (Festung).

## Geschichte
Erstmals wird Escassefort im Jahr 1197 erwähnt.

## Demographie
Die Bevölkerungsentwicklung in Escassefort wird seit 1793 dokumentiert. Mit Ausnahme von 2006 wurden jährlich Statistiken durch das Insee veröffentlicht.
2015 zählte die Gemeinde 581 Einwohner, was ein Rückgang von 8,07 % gegenüber 2010 bedeutet.
| Jahr      | 1793 | 1800 | 1846 | 1876 | 1901 | 1946 | 1975 | 1999 | 2008 | 2018 |
| --------- | ---- | ---- | ---- | ---- | ---- | ---- | ---- | ---- | ---- | ---- |
| Einwohner | 770  | 693  | 746  | 723  | 575  | 490  | 512  | 556  | 563  | 610  |

## Sehenswürdigkeiten
- Die diakonische Kirche Sainte-Martianne, im 15. Jahrhundert im gotischen Stil erbaut, mit zwei seitlichen Kapellen aus dem 19. Jahrhundert sowie einem neugotischen Glockenturm mit Pfeil aus dem Jahr 1880
- Markthalle aus dem 20. Jahrhundert
- Monument der Toten, nahe der Kirche im Herzen des Dorfes, von einer mit Lorbeerkränzen geschmückten Frau geziert; das östliche Schild führt die Namen von Gestorbenen auf, die drei anderen Aussprüche von erfolgreichen Feldherren:
  - Nördliches Schild: „Mit unvergänglicher Ehre habt ihr die Flagge geschmückt.“ – Foch (1851–1929)
  - Südliches Schild: „Alle Anstrengungen müssen für den Angriff und die Verteidigung des Gegners verwendet werden.“ – Joffre (1852–1931)
  - Östliches Schild: „Die Welt wird nicht wissen, was sie am meisten bewundern soll, euer Benehmen beim Sieg oder euer Heldenmut in den Gefechten.“ – Pétain (1856–1951)

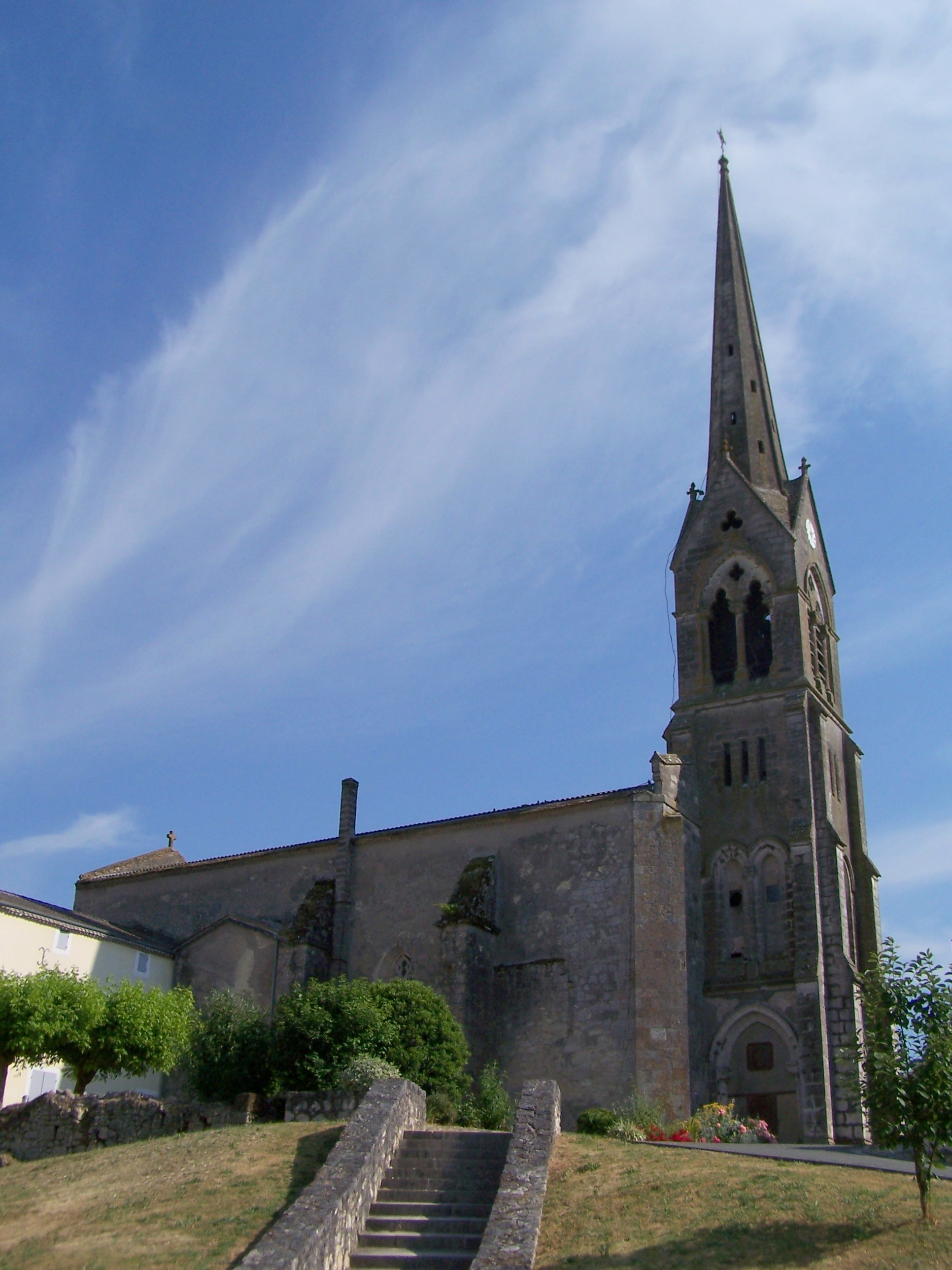
Kirche Sainte-Martianne
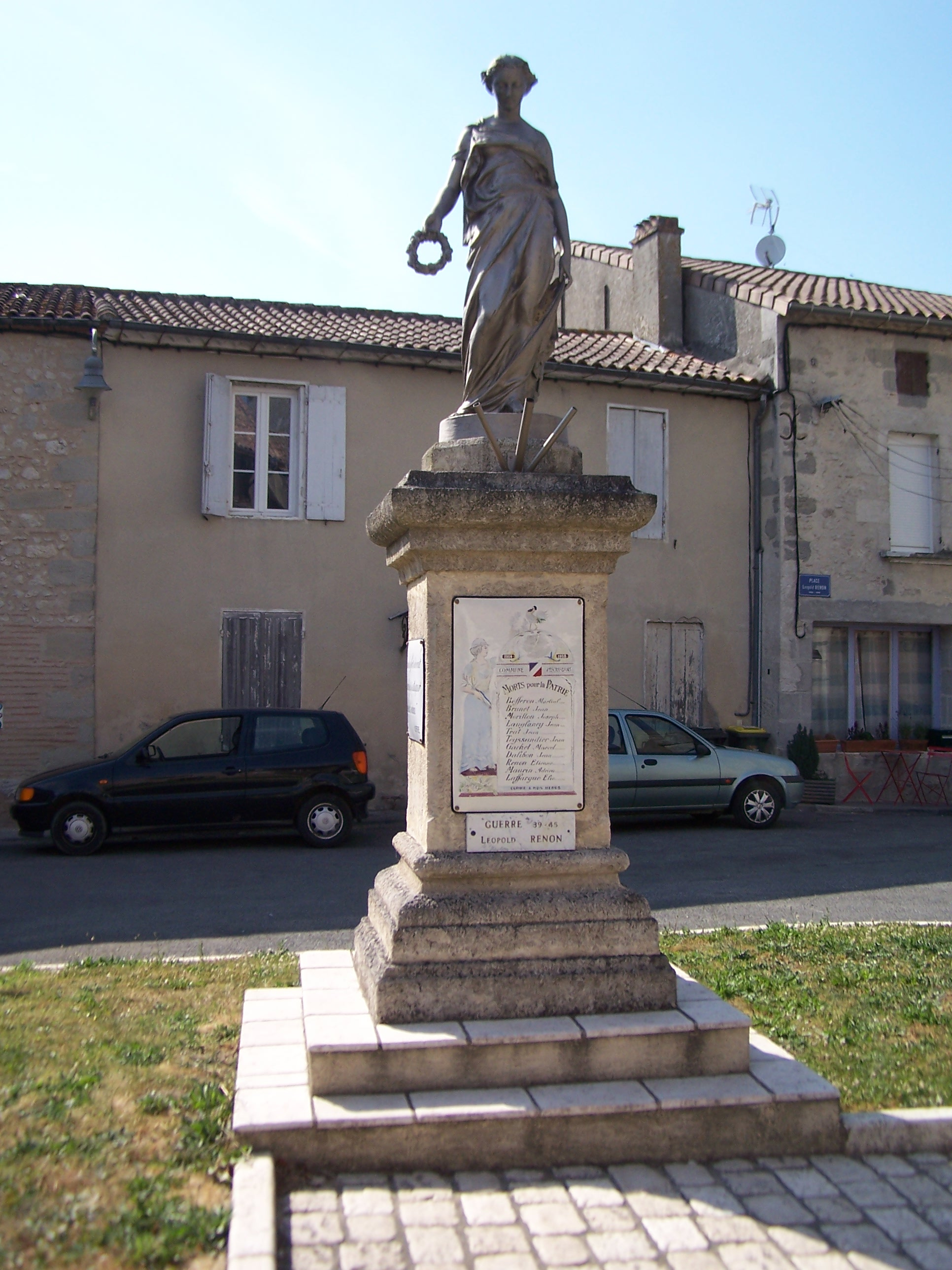
Gefallenendenkmal
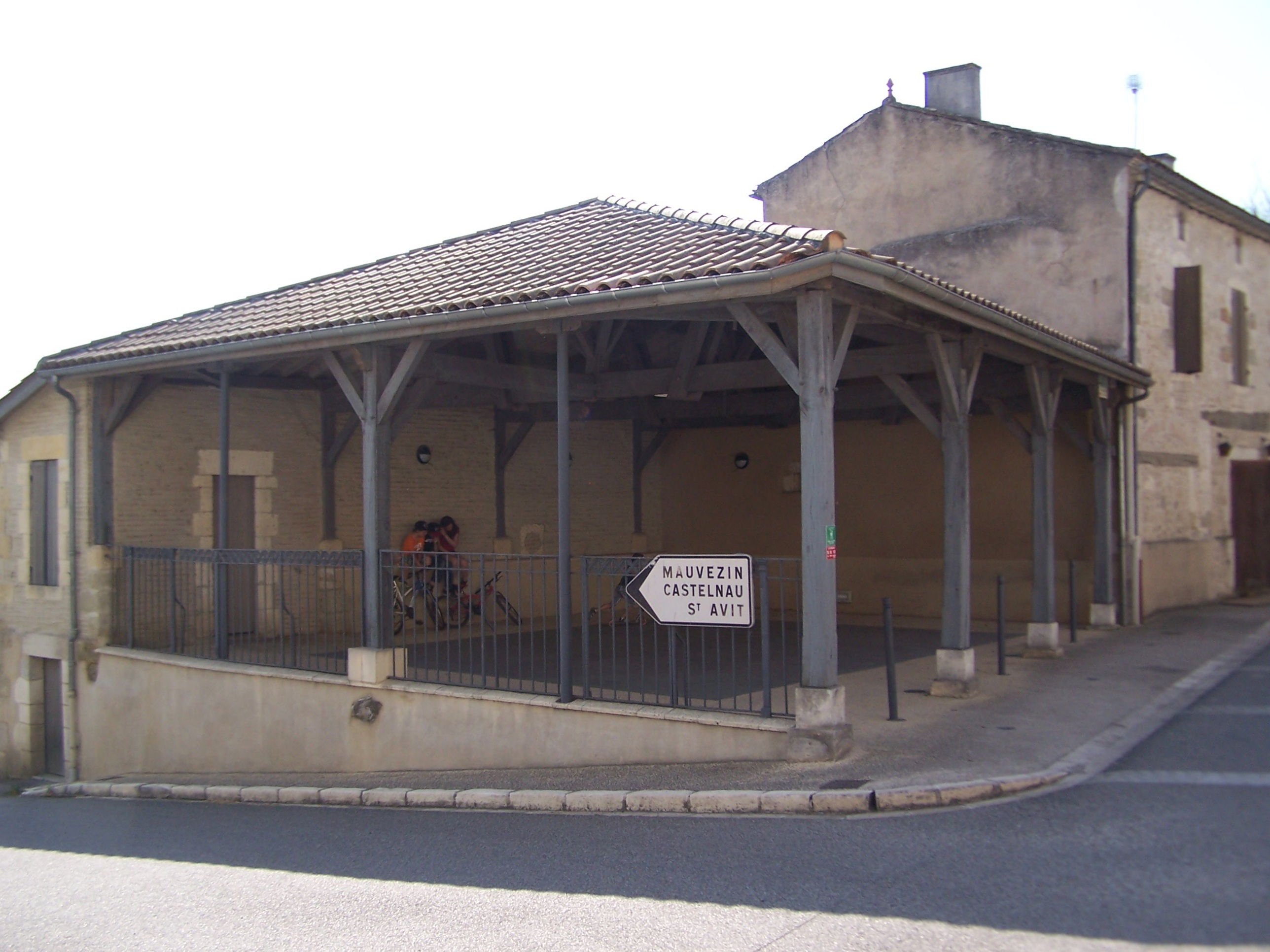
Markthalle